# Жилинский сельский совет (Тернопольская область)
Жилинский сельский совет (укр. Жилинська сільська рада) — входит в состав
Борщёвского района
Тернопольской области
Украины.
Административный центр сельского совета находится в 
с. Жилинцы.

## Населённые пункты совета
- с. Жилинцы